# Съветско-финландска война (1939 – 1940)
Зимната война (наричана също Съветско-финска война) е война между Съветския съюз (СССР) и Финландия, започнала на 30 ноември 1939 и завършила на 12 март 1940 г. с подписването на Московския мирен договор между СССР и Финландия.

## Военни действия
С подписания през август договор между Германия и СССР (наричан Пакт Рибентроп-Молотов) Финландия е оставена в сферата на интереси на Съветския съюз. Успешно приключилите съвместни военни действия срещу Полша и разделянето ѝ, не само освобождават военен ресурс, но показват и неадекватната и неангажираща позиция на другите западни държави по преразпределение на териториите на Източна Европа. Затова през октомври 1939 г. СССР отправя ултимативно искане към Финландия за териториални отстъпки в района на Ленинград и няколко острова във Финския залив, като предлага за компенсация блатист район в Карелия. Финландското правителство отказва. Дискусиите стават разгорещени, тонът на съветския печат започва да става заплашителен и на 28 ноември съветското правителство анулира Договора за ненападение от 1932 г. На 30-и започва съветското настъпление.
Първоначално съветското нападение е затруднено, тъй като те не могат да прехвърлят достатъчно войски на запад. Те разполагат само с една-единствена железопътна линия от Ленинград до Мурманск с едно отклонение до финландската граница. Командващият финландските войски ген. Карл Густав Манерхейм използва превъзхождаща бойна тактика и нанася на съветските войски големи поражения в жива сила, хиляди съветски войници загиват и от неимоверния студ. Финландските войници са по-добре екипирани за зимна война, придвижват се на ски, носят маскировъчни бели дрехи и използват максимално предимствата на природните дадености – безкрайни гори и блата. В хода на войната съветското командване съсредоточава многократно превъзхождащи в жива сила и въоръжение армейски части и постепенно вземат надмощие. Малката армия на Финландия започва да се стопява, а боеприпасите привършват. Единствената надежда остава Френско-британския план за сухопътна помощ от 135000 (100000 британски и 35000 френски войника) армия с въздушна и морска поддръжка, който бива осуетен заради отказа на Швеция и Норвегия през техни територии да преминат френско-британски войски. След като финландското правителство не получава обещаната помощ се принуждава да поиска мир.

## Мирен договор
На 6 март 1940 г. финландското правителство изпраща делегация в Москва да преговаря за мир. На 12 март правителството на Финландия обявява, че условията са приети и се подписва Московски мирен договор от 1940 г., с което се слага край на военните действия във Финландия. Договорът променя съветско-финландската граница, установена с Тартуския мирен договор между РСФСР и Финландия, подписан в гр. Тарту (Естония) на 14.10.1920 г. след завършване на гражданската война във Финландия и Първата Съветско-Финландска война от 1918 – 1920 г. В допълнение към предишните съветски условия сега Финландия е принудена да отстъпи части от общините Сала и Кунсамо, целия Карелски провлак, а също и финландската част на полуостров Рибачий.

## Международен отзвук
Заради агресията и започването на войната СССР е изключен от Обществото на народите.

## Съветски военни престъпления
Съветските ВВС първо бомбардират жилищните квартали на Хелзинки, Ханко, Котка, Лахти и Виборг в опит да деморализира финския народ, а едва след това започват бомбардировките над финските промшилени центрове и транспортни възли.

## Галерия
- Сфери на влияние според пакта Рибентроп – Молотов
- Териториите от Финландия, които преминават към СССР след края на Зимната война